# Castalia (Iowa)
Castalia es una ciudad situada en el condado de Winneshiek, en el estado de Iowa, Estados Unidos. Según el censo de 2010 tenía una población de 173 habitantes.

## Geografía
Según la Oficina del Censo de los Estados Unidos, la localidad tiene un área total de 1,51 km², la totalidad de los cuales 1,51 km² corresponden a tierra firme.

## Demografía
Según el censo de 2010, había 173 personas residiendo en la localidad. La densidad de población era de 114,57 hab./km². Había 84 viviendas con una densidad media de 55,63 viviendas/km². El 100% de los habitantes eran blancos. El 1,16% de la población eran hispanos o latinos de cualquier raza.